# Listă de filme cu călătorii în timp
Aceasta este o listă de filme notabile cu călătorii în timp :
| - 100 Million BC (2008) - 12:01 (1993) - 13 Going On 30 (2004) - 17 Again (2009) - 2009: Lost Memories (2002) - A Christmas Carol (2009) - A Connecticut Yankee in King Arthur's Court (1989) - A Sound of Thunder (Vânătoare fatală, 2005) - A Wrinkle in Time (Călătorie în timp, 2003) - Alienoid (2022) - Andromeda (2000) - Armata celor 12 maimuțe (1995) - Army of Darkness (1992) - Army of Frankensteins (2014) - ARQ (2016) - Austin Powers: Bărbat misterios internațional (1997) - Austin Powers: The Spy Who Shagged Me (1999) - Austin Powers in Goldmember (2002) - Back to the Future (1991) - Bill & Ted's Bogus Journey (1991) - Bill & Ted's Excellent Adventure (1989) - Blast from the Past (1999) - Butterfly Effect: Revelation (2009) - Capcana timpului (Quantum Leap) (1989) - Cavalerul Negru (Black Knight) (2001) - Călătorie în lumea vikingilor (Outlander) (2008) - Click (2006) - Couloirs du temps: Les visiteurs 2 (1998) - Caótica Ana (2007) - Cei 4400 (2004) - Clockstoppers (2002) - Cryptic (2009) - Crime Traveller (1997) - Chasing Christmas (2005) - Déjà vu (2006) - Donnie Darko (2001) - Dark Country (2009) - Demolition Man (1993) - Doctor Who (1963) - Eu, robotul (2004) - Escape from the Planet of the Apes (1971) - Enterprise (2001) - Eve's Christmas (2004) - Flight of the Navigator (1986) - From Time to Time (1992) - Frequency (2000) - Futurama: Bender's Big Score (2007) - Galaxy Quest (1999) - Ghosts of Girlfriends Past (2009) - Groundhog Day (1993) - Happy Accidents (2000) - Harry Potter and the Prisoner of Azkaban (2004) - Heroes (serial TV) (2006) - Hot Tub Time Machine (2010) - Idiocracy (2006) - Înapoi în viitor (1985) - Înapoi în viitor II (1989) - Înapoi în viitor III (1990) - Jumanji (1995) - Jumper (2008) - Kate și Leopold (2001) - L-am ucis pe Einstein, domnilor (Zabil jsem Einsteina, pánové) (1969) - Le scaphandre et le papillon (2007) - Les couloirs du temps : Les Visiteurs 2 (1998) - Les Visiteurs (1993) - Les Visiteurs en Amérique (Just Visiting) (2001) - Life on Mars (2006) - Looper (2012) - Los Cronocrímenes (Timecrimes) (2007) - Lost (2004) - Lost in Space (1998) - Love in the Time of Cholera (2007) - Love Story 2050 (2008) - Mașina timpului (1960) - Mașina timpului (2002) - Meet the Robinsons (2007) - Midnight in Paris (2011) - Mr. Nobody (2009) - Millennium (serial TV) (1989) - Magic Journey to Africa (2010) - Mei loi ging chaat (2010) - My Science Project (1985) | - Next (2007) - Planet of the Apes (2001) - Poate (Peut-être), (1999) - Primer (film) (2004) - Prince of Persia: The Sands of Time (2010) - Phineas and Ferb (2007) - Premonition (2007) - Planeta maimuțelor (film din 1968) - Philadelphia Experiment II (1993) - Playing Beatie Bow (1986) - Peggy Sue Got Married (1986) - Repetiție pentru crimă (Retroactive), (1997) - Ritaanaa (2002) - Return to the Planet of the Apes (1975) - S. Darko (2009) - Samurai Jack (2001) - Sengoku jieitai (1979) - Seven Days (1998) - Sfârșitul eternității (Konets vechnosti, 1987) - Synchronicity (2015) - Slaughterhouse-Five (1972) - Soția călătorului în timp (2009) - Stargate (1994) - Stargate SG-1 (1997) - Star Trek (1966) - Star Trek (2009) - Stargate: Continuum (2008) - Stargate Universe (2009) - Star Trek: The Next Generation (1987) - Star Trek: Deep Space Nine (1993) - Star Trek: First Contact (1996) - Star Trek: Generations (1994) - Star Trek IV: The Voyage Home (1986) - Star Trek: Voyager (1995) - Star Trek the Experience: The Klingon Encounter (1998) - Star Quest: The Odyssey (2009) - Superman I (1978) - Terminatorul (1984) - Terminator 2: Judgment Day (1991) - Terminator 3: Rise of the Machines (2003) - Terminator Salvation (2009) - The Family Man (2000) - The Final Countdown (1980) - The Fountain (2006) - The Forbidden Kingdom (2008) - The Golden Compass (2007) - The Hitch Hikers Guide to the Galaxy (1981) - The I Inside (2003) - The Jacket (2005) - The Kid (2000) - The Lake House (2006) - The Last Mimzy (2007) - The Lost World (1999) - The Matrix (1999) - The Number 23 (2007) - The One (2001) - The Outer Limits (1995) - The Philadelphia Experiment (1984) - The Sticky Fingers of Time (1997) - The Time Machine (1978) - The Time Shifters (1999) - The Time Travelers (1964) - The Time Tunnel (1966) - The Twilight Zone (1959) - Time After Time (1979) - Time at the Top (1999) - Time Bandits (1981) - Time Machine (1992) - Time Machine (2004) - Time Trackers (1989) - Time Travelers (1976) - Time Wars (1993) - Timecop (Răfuială dincolo de moarte, 1994) - Timecop 2: The Berlin Decision (Atentat la Fuhrer, 2003) - Timeline (2003) - Timerider: The Adventure of Lyle Swann (1982) - Timestalkers (1987) - Timequest (2002) - Toki o Kakeru Shōjo (2006) - Trancers (1985) - Trancers II (1991) - Trancers III (1992) - Trancers 4: Jack of Swords (1994) - Trancers 5: Sudden Deth (1994) - Trancers 6 (2002). - Trancers: City of Lost Angels (2013) - Transfer de identitate (Source Code) (2011) - Turnul de veghe (Сторожевая застава, Storojova zastava, 2017) - Undeva, cândva (Somewhere in Time) (1980) - Visitors (2003) - Vrăjitorul (Warlock) (1989 ) - World Without End (1956) - Youth Without Youth (2007) - Zathura: A Space Adventure (2005) - Zbor de Fluture (2004) - Zbor de Fluture 2 (2006) |